# Ivo Toneck
Charles William Toneck Charidot (5 de diciembre de 1927, Los Ángeles California-29 de febrero de 2020, Guaymas, Sonora) fraile franciscano, nacionalizado mexicano, promotor cultural radicado en Guaymas hasta su muerte, conocido también como “El Señor de los Milagros”. Charles decidió reducir su nombre a Ivo Toneck, inspirado en Ivo de Kermartin.

## Biografía
Hijo de Luis y Margarita, fue un hombre de labor diaria, constructor, pintor, electricista, piloto aviador, corredor de motos, plomero, agricultor y soldado. Fray Ivo vivió haciendo vida del buen samaritano y más cuando eran niños.
En 1974, por órdenes de su congregación llegó a Guaymas a incorporarse a la Casa Franciscana. 
Fray Ivo Toneck, en Guaymas se transportaba en su bicicleta o viejo pick up, quien frecuentemente tenía su ropa manchada de cemento, aceite o polvo, a quien apodaron “El Señor de los Milagros” porque no solamente construyó el "Mesón de Jesús", sino que diariamente les da de comer a un sinnúmero de personas niños, jóvenes, adultos, adultos mayores, y algunos de ellos migrantes que en su camino al país del norte llegaban al mesón; fray Ivo comentaba que gracias a Jesucristo, el “Señor de los Milagros”, se lograba tal acción social y la gente decía y “eso sí es un verdadero milagro”.

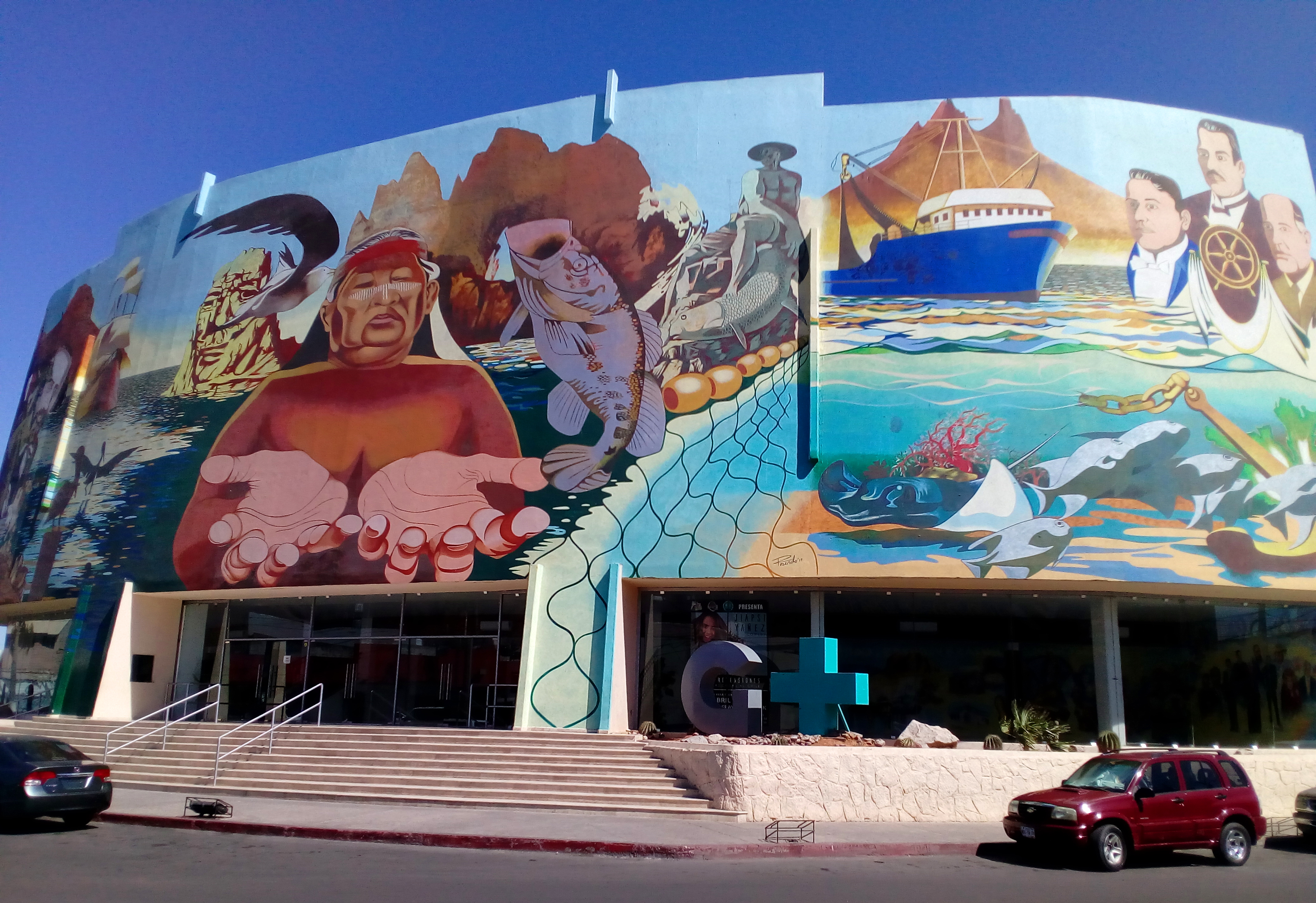
Auditorio Cívico Municipal Fray Ivo Toneck (Guaymas, Sonora)

Construyó y habilitó diversos recintos que albergan año con año, el desarrollo material de la comunidad, materializando los sueños de niños, jóvenes y adultos que engrandecen la obra del “Señor de los Milagros”. Fray Toneck mantenía operando los diversos grupos musicales formados por su iniciativa. Residió en la Casa Franciscana hasta su muerte.

Fray Ivo Toneck se enorgullecía del desempeño de los niños y jóvenes guaymenses, cuyas virtudes artísticas han sido apreciadas por diversos escenarios. Ivo decía: 
"Lo importante son los jóvenes que les ayudemos a sentirse orgullosos de la cultura de su país, a tener confianza en sí mismos para que luchen por una vida mejor".
Los guaymenses, discípulos de las instituciones locales, han sido requeridos para eventos oficiales y fiestas populares, en comunidades sonorenses como Nacozari, Álamos, Ciudad Obregón, así como en la Ciudad de México. También han realizado presentaciones en Boston, Massachusetts y en Phoenix Arizona, Una gira por Europa fue realizada por el Mariachi Guadalupano.

## Legado

### Música
- TV Azteca le encomienda la formación de la Orquesta Esperanza Azteca del Estado de Sonora.
- Orquesta Filarmónica Juvenil Fray Ivo Toneck.
- Banda Marchante (integrada por 81 músicos y 20 bastoneras).
- Grupo de Mariachi Guadalupano infantil (se presentó ante el Papa en Roma).
- Grupo de Mariachi Guadalupano juvenil (con música vernácula del estado de Sonora).
- Coro Comunitario del Conservatorio de música Fray Ivo Toneck, creado por discípulo de Fray Ivo y barítono Luis Castillo Pérez.
- Grupo de ballet folklórico infantil.
- Grupo de ballet folklórico juvenil.[4]

### Obra civil
- Realizó reparación del templo del Ejido San José de Guaymas (1975).
- Diseñó y construyó el "Mesón de Jesús".
- Edificó campanario de la Iglesia de Nuestra Señora del Carmen.
- Remodeló el Auditorio Cívico Municipal (1998) que ahora lleva su nombre.[5][6]
- Rediseño y Remodeló el edificio del Instituto de Bellas Artes Municipal.
- Se construyó el primer conservatorio del Noroeste de México, el Conservatorio de Música Fray Ivo Toneck que ofrece el Bachillerato General Universitario en Música con 20 opciones de instrumentos: flauta transversa, oboe, clarinete, fagot, trompeta, corno francés, trombón, tuba, percusiones, violín, viola, violonchelo, contrabajo, saxofón, piano, guitarra y canto.[7]

### Social
- Fundación Cultural Infantil y Juvenil fray Ivo Toneck, A.C.
- Una televisora dentro del Instituto de Bellas Artes.
- Diariamente se les da de comer a un sinnúmero de personas niños, jóvenes, adultos, adultos mayores en el Mesón de Jesús.

## Reconocimientos
- Fue galardonado con el premio Sonora a la Filantropía en el año del 2006.
- Nombrado forjador del año (2014).[8]
- Llevan su nombre: el Coro comunitario, el Conservatorio de música, la Orquesta Filarmónica Juvenil y el Auditorio Cívico Municipal.